# Nu descendant un escalier (N°2)
Ne doit pas être confondu avec Nu descendant l'escalier (N°1).
Nu descendant un escalier no 2 est un tableau de Marcel Duchamp peint en janvier 1912. Il fit scandale lors de son exposition à l'Armory Show de New York en février-mars 1913, mais consacra la gloire de Marcel Duchamp et marqua le début de l'art moderne aux États-Unis.

## Composition
Marcel Duchamp entame la composition de cette toile en novembre 1911, alors qu'il travaille au milieu d'une communauté d'artistes, le groupe de Puteaux : il commence par une série d'esquisses, et finit par livrer deux versions. La première, Nu descendant l'escalier (N°1), est exécutée sur carton. C'est la seconde, la plus aboutie, qui fut exposée. Elle porte la marque d'une transition stylistique, Duchamp étant attiré par le cubisme et les expériences futuristes. À Puteaux, il est notamment aux côtés d'Albert Gleizes, et de son frère Raymond Duchamp-Villon, deux artistes dont les travaux sont marqués par le cubisme. La source possible du motif principal — une femme nue descendant un escalier —, se trouve être un poème de Jules Laforgue.
Ce tableau de Duchamp n'est pas le premier à tenter d'exprimer la décomposition du mouvement : à titre d'exemple, un tableau comme Il Lavoro (ou La città che sale), d'Umberto Boccioni fut présenté au public à Milan à la Mostra d'arte libera à partir du 30 avril 1911.

## Exposition

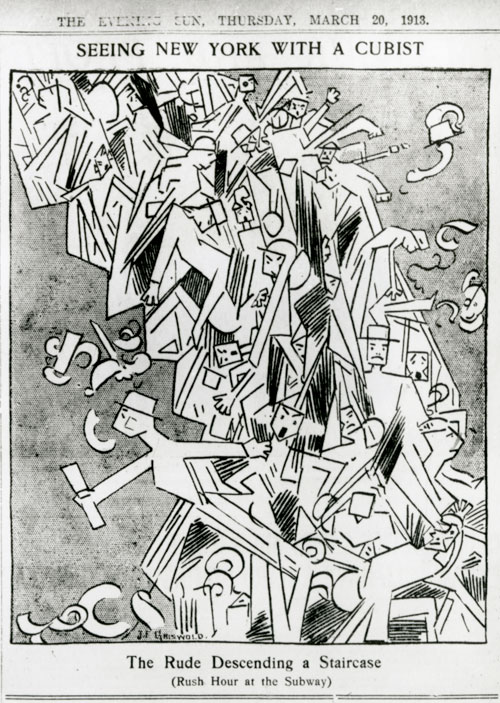
« The Rude descending a staircase (rush hour in the subway) » par J. F. Griswold, caricature du tableau parue dans The Evening Sun du 20 mars 1913.

Le Nu descendant un escalier n°2 a vocation à être exposé au Salon des indépendants à partir du 20 mars 1912. Cependant, le comité de placement, composé entre autres de Gleizes, Jean Metzinger, Henri Le Fauconnier et Fernand Léger, n'apprécient pas cette toile, qui ne correspond pas selon eux aux canons esthétiques du cubisme, et son titre. Ils demandent aux frères de Duchamp, Villon et Duchamp-Villon, d'aller voir ce dernier pour lui faire part de leurs remarques et de l'inciter à au moins changer le titre. Duchamp refuse et vient chercher son tableau : celui-ci ne fut jamais exposé au Salon des indépendants.  En France, le tableau fut exposé pour la dernière fois lors du salon de la Section d'Or en octobre 1912. Lié à cette époque au peintre, Guillaume Apollinaire en fit le commentaire.
Duchamp est sollicité par les organisateurs américains — par le biais de Walter Pach — de la première « Grande Exposition internationale d'art moderne » à New York : en février 1913, le Nu, accompagné de trois autres pièces, est exposé à l'Armory Show : le 5 mars, Frederic C. Torey, marchand d'art de San Francisco, l'acquiert pour 324 dollars, grâce à Walter Pach ; ce dernier réussit à faire que la toile soit revendue au collectionneur Walter Arensberg six ans plus tard. Elle demeura donc aux États-Unis, après qu'elle a été exposée à Chicago et Boston (mars-mai 1913).
Aujourd'hui, elle figure dans les collections du Philadelphia Museum of Art.

## Propos de l'artiste

Woman Walking Downstairs (1887), étude photographique composée par Eadweard Muybridge, citée par Duchamp lors d'un entretien.

Marcel Duchamp distingue deux états de son œuvre. Il déclara au sujet de la deuxième version :

« Cette version définitive du Nu descendant un escalier, peinte en janvier 1912, fut la convergence dans mon esprit de divers intérêts, dont le cinéma, encore en enfance, et la séparation des positions statiques dans les chronophotographies de Marey en France, d'Eakins et Muybridge en Amérique.
Peint, comme il l'est, en sévères couleurs bois, le nu anatomique n'existe pas, ou du moins, ne peut pas être vu, car je renonçai complètement à l'apparence naturaliste d'un nu, ne conservant que ces quelque vingt différentes positions statiques dans l'acte successif de la descente.
Avant d'être présenté à l'Armory Show de New York en 1913, je l'avais envoyé aux Indépendants de Paris en février 1912, mais mes amis artistes ne l'aimèrent pas et me demandèrent au moins d'en changer le titre. Au lieu de modifier quoi que ce fût, je le retirai et l'exposai en octobre de la même année au Salon de la Section d'or, cette fois sans opposition. (...) 
Je me sentais plus cubiste que futuriste dans cette abstraction d'un nu descendant un escalier : l'aspect général et le chromatisme brunâtre du tableau sont nettement cubistes, même si le traitement du mouvement a quelques connotations futuristes. »